# Ifanes
Ifanes (en mirandés Anfainç) era una freguesia portuguesa del municipio de Miranda de Duero, distrito de Braganza.

## Localización
Ifanes se encuentra situada en la frontera luso-española, limitando al nordeste con la localidad de Castro de Alcañices, perteneciente al municipio de Fonfría, de la provincia de Zamora.

## Historia
En 1211 el rey Sancho I de Portugal donó la villa de Ifanes al monasterio zamorano de Moreruela, cuyo abad Pelayo otorgó a la localidad su primera carta foral en 1220. Ifanes siguió perteneciendo al monasterio de Moreruela hasta la creación en 1545 de la Diócesis de Miranda de Duero.
Fue suprimida el 28 de enero de 2013, en aplicación de una resolución de la Asamblea de la República portuguesa promulgada el 16 de enero de 2013 al unirse con la freguesia de Paradela, formando la nueva freguesia de Ifanes e Paradela.